# Michael Schreiber (Physiker)
Michael Schreiber (* 22. April 1954 in Dortmund) ist ein deutscher Physiker.

## Leben
Schreiber studierte von 1971 bis 1978 Physik und Mathematik an der Universität Dortmund und der University of Cambridge, England. Nach seinem Studienabschluss mit magna cum laude wurde er 1980 mit der Arbeit Elektronische Eigenschaften von Thalliumhalogeniden und verwandten Substanzen (summa cum laude) zum Dr. rer. nat. in Physik promoviert. 1987 habilitierte er sich mit der Schrift Elektronische Zustände in Festkörpern.
1990 erhielt er einen Ruf an die Johannes Gutenberg-Universität Mainz; seit 1993 ist er Lehrstuhlinhaber für Theoretische Physik -  Theorie ungeordneter Systeme an der Technischen Universität Chemnitz, unterbrochen von einem Engagement an der Jacobs University Bremen 2002/2003. Von 1997 bis 2000 war er Dekan der naturwissenschaftlichen Fakultät der TU Chemnitz.

## Wirken
Hauptforschungsgebiete von Schreiber sind Nanostrukturen, Moleküldynamik, Quasikristalle sowie die Spektroskopie von Halbleitern. Er hat in seinem Fachgebiet zahlreiche wissenschaftliche Arbeiten veröffentlicht.
Schreiber erhielt mehrere Stipendien, unter anderem der Studienstiftung des deutschen Volkes und ein Heisenberg-Stipendium der Deutschen Forschungsgemeinschaft (DFG). Er war Gastprofessor an der École polytechnique fédérale de Lausanne, Schweiz (1989, 1993).
Von 1998 bis 2002 war er Sprecher des Sonderforschungsbereichs 393 Numerical simulation on massively parallel computers der DFG. Er ist Vorstandsmitglied der Arbeitsgemeinschaft Theoretische Chemie.
Von 2007 bis 2015 war Schreiber Vorstandsmitglied im Verein „Deutsche Gesellschaft der Humboldtianer“, einem 2007 gegründeten Verein zur Betreuung von Stipendiaten der Alexander-von-Humboldt-Stiftung.
Er ist seit 1973 Mitglied der katholischen Studentenverbindung K.D.St.V. Sauerlandia Münster im CV.